# Zygophyllum maximiliani
Zygophyllum maximiliani är en pockenholtsväxtart som beskrevs av Schlechter och Van Huysst.. Zygophyllum maximiliani ingår i släktet Zygophyllum och familjen pockenholtsväxter. Inga underarter finns listade i Catalogue of Life.